# Kerakat
Kerakat es un pueblo y nagar Panchayat situado en el distrito de Jaunpur en el estado de Uttar Pradesh (India). Su población es de 13525 habitantes (2011). Se encuentra a 30 km al este de Jaunpur , y a 279 km de Lucknow.

## Demografía
Según el censo de 2011 la población de Kerakat era de 13525 habitantes, de los cuales 6987 eran hombres y 6538 eran mujeres. Kerakat tiene una tasa media de alfabetización del 80,84%, superior a la media estatal del 67,68%: la alfabetización masculina es del 87,24%, y la alfabetización femenina del 74,07%.